# Сесто-Сан-Джованни
Се́сто-Сан-Джова́нни (итал. Sesto San Giovanni) — город на северо-западе Италии, в провинции Милан области Ломбардия. Входит в состав Миланской агломерации. Население — 83 415 чел. (по данным 2005 года).
Покровителем города почитается святой Иоанн Креститель, празднование 24 июня.

## Происхождение названия
Первую часть своего названия (итал. sesto — шестой) город получил ввиду того, что расстояние до Медиоланума (совр. Милан) было равно 6 римским милям. Вторая часть названия (Сан-Джованни) образована от названия базилики Св. Иоанна (итал. San Giovanni) в соседнем городе Монце.

## История

### До XIX века
Точная дата возникновения города неизвестна. Первая версия увязывает основание города с древними римлянами. Согласно другой версии, Сесто основали лангобарды в 568 или 569 г.
В 1535 году Миланское герцогство, в состав которого входил и Сесто, было захвачено Испанией. В 1546 году испанцы провели первую перепись населения. Согласно данным этой переписи, в Сесто-Сан-Джованни проживала 101 семья общей численностью 437 человек. Из них 68 % были крестьянами, 20 % — ремесленниками. Остальные не имели постоянных источников доходов.
В 1714 году герцогство вошло в состав Австрийской империи. Согласно новой переписи 1770 г., здесь проживали уже 1277 человек.

### XIX век
В начале XIX века (в период подчинения итальянских княжеств наполеоновской Франции) население Сесто в основном, как и раньше, продолжало заниматься сельским хозяйством. Основными культурами, выращиваемыми крестьянами, являлись пшеница, кукуруза, виноград и тутовник. Позже было налажено производство шёлковых тканей на прядильной фабрике. Шёлк получали с помощью гусениц тутового шелкопряда. Первая такая фабрика была открыта Джузеппе Пуричели Гуэррой (итал. Giuseppe Puriceli Guerra) в 1832 году. В последующие годы производство шёлка расширилось; к 1878 году на прядильных фабриках работали уже 878 человек, в большинстве своём, женщины и девочки.
В 1840 году была открыта железная дорога Милан — Монца (вторая в Италии после Неаполь — Портичи), проходившая и через Сесто-Сан-Джованни. В 1876 году в городе появилась т. н. конка. К 1880 году в Сесто насчитывалось уже 5000 жителей.
В 1880-х годах в городе появились первые рабочие профсоюзы. В 1889—1893 гг. в Сесто появляются первые крупные промышленные предприятия. Примерно в это же время в город проводят электричество.

### XX век
Развитие промышленного производства способствовало увеличению численности населения. Если в 1901 году в городе насчитывалось 6952 чел., то в 1911 году — уже 13 667. Город расширяется, появляются новые кварталы, т. н. «Новый Сесто» (итал. Sesto Nuova).
В начале XX века в Сесто появляются литейный цех по изготовлению чугуна, цеха по производству электротехнической продукции, производство верёвок и канатов, а также ряд других производств. Также появляются несколько винокуренных заводов, завод по производству спирта. В 1917 года возникает сталелитейный завод, 2 годами позже — завод по производству масел и парфюмерии, консервный завод и ряд других.
В 1903 году в городе появляется один из заводов компании Breda. Здесь налаживается выпуск поездов; в 1917 году, во время Первой мировой войны, завод начинает производить самолёты для боевой авиации. В 1939 году Breda начинает производство первых электропоездов. В 1950—1960-х гг. завод осваивает выпуск локомотивов и вагонов для миланского метро. Завод продолжает свою деятельность и в наши дни.
Также в городе появились и работают до сих пор заводы и предприятия самых разных крупных итальянских и зарубежных производителей, в частности, ABB, Impregilo, Oracle Corporation и других.

#### Город в период фашистской диктатуры
На выборах 1924 года в Сесто фашисты набрали 885 голосов, или 31,60 %. Тогда фашисты стали применять другие методы: полиция начала составлять «реестры бунтарей», а лидер местных социалистов был убит.
В 1926 году все партии, кроме фашистской, были запрещены решением итальянского правительства. В Сесто социалисты и коммунисты создают подпольные организации. Антифашисты вели активную агитацию среди рабочих на заводах, приобретая новых сторонников. Правда, в 1930 и 1939 гг. имели место две «волны» массовых арестов, когда были задержаны около 200 членов антифашистских организаций.
Тем не менее, в 1930-е годы происходит рост экономики города, возникает ряд новых предприятий. В 1940 г. в Сесто насчитывается уже 40 000 жителей.
С вступлением Италии во Вторую мировую войну в городе начинают усиливаться антифашистские настроения. С 1942 г. забастовочное движение среди рабочих нарастает; в 1942—43 гг. имели место ряд забастовок и акций неповиновения. 25 июля 1943 года, ещё до подписания перемирия итальянскими властями с военным командованием англо-американских войск, фашистский режим в городе пал. Был образован рабочий комитет, взявший временно власть в городе в свои руки. Правда, вскоре в Северной Италии была установлена власть марионеточного режима под руководством Бенито Муссолини. Власть фашистов продержалась здесь практически до конца войны в Европе — после длительных забастовок и сопротивления режим был окончательно свергнут 12 апреля 1945 года. Буквально на следующий день в город вошли войска союзников.

#### Сесто-Сан-Джованни после войны
После окончания войны началось постепенное возрождение города. На выборах в местное законодательное собрание, прошедших 7 апреля 1946 года, коммунисты набрали 39 %, социалисты — 31,5 %, христианские демократы — 27,5 %, республиканцы — около 2 %. В июне того же года состоялся референдум, на котором итальянцы решали, оставаться ли стране монархией, или же стать республикой. Жители Сесто, как и большинство своих сограждан, проголосовали за республиканскую форму правления. В Сесто за неё отдали свои голоса 86 % избирателей.
После войны город быстро восстанавливается. Создаются новые предприятия, социальные и культурные учреждения, растёт численность населения. В 1978 году была зафиксирована самая высокая численность населения города за всю его историю — 98 739 человек.
Сесто-Сан-Джованни часто называли «итальянским Сталинградом» — как за антифашистское Сопротивление в годы войны, так и за сильные позиции Итальянской коммунистической партии.

## Известные жители
В Сесто-Сан-Джованни родились:
- Барбара Фузар-Поли — фигуристка, чемпионка мира 2001 года.
- Массимо Каррера — главный тренер футбольного клуба «Спартак» (Москва) с 2016 по 2018 год, вырос в Сесто-Сан-Джованни[16].
- Марко «Маус» Биацци — гитарист группы Lacuna Coil.
- Федерико Фаруффини (1831—1869) — итальянский художник и гравёр.